# Добровольческая пехотная бригада войск СС (1-я белорусская)
Доброво́льческая пехо́тная брига́да войск СС (1-я белору́сская) (нем. Waffen-Grenadier-Division der SS (weissruthenische Nr. 1) — тактическое соединение войск СС нацистской Германии. Сформирована 15 января 1945 г. на основе 30-й добровольческой пехотной дивизии СС (2-й русской), Белорусского батальона железнодорожной охраны, белорусских коллаборационистов и немцев (фольксдойче), 9 марта переформирована в 30-ю добровольческую пехотную дивизию СС (1-ю белорусскую).